# 猪高村
猪高村（いたかむら）は、愛知県愛知郡にあった村。

## 概要
1906年（明治39年）5月に猪子石村と高社村が合併し猪高村となった。村名は、猪子石村と高社村の一文字ずつ取った合成地名である。丘陵地であるゆえにため池も多く、産業は農業を中心に養蚕や葉たばこの耕作、亜炭の産出が行われていた。1955年（昭和30年）に名古屋市千種区に編入された。現在は名東区と一部が千種区になっている。

## 地理
尾張丘陵に位置する。名東区#地理も参照。

### 隣接自治体
- 名古屋市
  - 千種区
  - 東区[注釈 4]
- 守山市
- 愛知郡
  - 天白村
  - 長久手村
  - 日進村

## 歴史

### 沿革
- 1889年（明治22年）10月1日 - 猪子石村・藤森村・東春日井郡猪子石原村が合併し猪子石村となる[3]。高針村・一社村・上社村が合併し高社村となる[3]。
- 1906年（明治39年）5月10日[注釈 5] - 猪子石村と高社村が合併し猪高村となる[5]。村役場については、大字一社1900番、1901番、1902番に置かれた[6]。
- 1912年（明治45年）- 愛知郡猪高尋常高等小学校設置。
- 1914年（大正3年） - 村役場が上社字丁田に作られる。
- 1944年（昭和19年） - 翌1945年（昭和20年）6月にかけて、名古屋大空襲で目標[注釈 6]に命中しなかった爆弾が度々村内に落下して被害を受ける[8]。
- 1947年（昭和22年）4月 - 猪高中学校設置。
- 1954年（昭和29年）6月1日 - 東海病院開院。
- 1955年（昭和30年）4月5日 - 名古屋市に編入、千種区の一部となる。

### 名古屋市への編入後
旧猪高村役場は千種区役所猪高支所として、1973年（昭和48年）まで使用された。
旧猪高村の地区は名古屋市編入後「猪高村大字○○」から「千種区猪高町大字○○」（千種区に残存した大字猪子石・猪子石原の一部を除き名東区が分区後は「名東区猪高町大字○○」）に変更された。
村内唯一の小学校・中学校である猪高村立猪高小学校・猪高中学校はそのまま名古屋市立猪高小学校・猪高中学校と改称された。また、猪高保育園は名古屋市猪高保育園との名称で呼ばれるようになった。
猪高村農業協同組合は猪高町農業協同組合となった後、2000年（平成12年）に名古屋市農業協同組合と合併してなごや農業協同組合（JAなごや）となった。

## 人口の変遷
猪高村域に相当する地域の人口
| 1912年（大正元年） | 4,267人 |  |
| 1916年（大正5年）  | 5,044人 |  |
| 1917年（大正6年）  | 4,852人 |  |
| 1950年（昭和25年） | 7,550人 |  |

## 警察
警察の出先機関として、村内には鍋屋町警察署猪高村一社駐在所（字一社）と同警察署猪高村猪子石駐在所（大字猪子石）の2駐在所が設置されていた。

## 交通
村内に鉄道路線なし。
名古屋市編入後の1969年（昭和44年）に、名古屋市営地下鉄東山線が旧村域に延伸開業し、旧村域に4駅（藤が丘・本郷・上社・一社）が設置された。2005年（平成17年）には藤が丘駅を起点に愛知高速交通東部丘陵線（リニモ）も開業している。なお、旧村域のすぐ近くに、名古屋市営地下鉄名城線の茶屋ヶ坂駅が2003年（平成15年）に開業している。
また、旧村域に東名高速道路 名古屋インターチェンジが1968年（昭和43年）に設置された。

## 猪高村に関する資料
- 猪高村誌 - いくつかのヴァージョンがあるが、大きく分けて、新・旧の2つがある。
- のびゆく 名東区 - 名東区の誕生5年を記念して発刊された。
- 名東区制20周年記念誌 - 名東区の誕生20年を記念して発刊された。
- 猪子石今昔 - 猪高村猪子石地区についての詳しい記述。
- 矢田川物語 - 一部猪高村猪子石原地区についての記述。
- 香流川物語 - 猪高村香流川流域についての詳しい記述。
- 千種村物語 - 猪高村猪子石地区西部についての記述。
- 猪高村物語 - 猪高村全域についての詳しい記述。